# Студенец (Разградская область)
Студенец (болг. Студенец) — село в Болгарии. Находится в Разградской области, входит в общину Лозница. Население составляет 471 человек.

## Политическая ситуация
В местном кметстве Студенец, в состав которого входит Студенец, должность кмета (старосты) исполняет Ахмед Хасан Ахмед (Движение за права и свободы (ДПС)) по результатам выборов правления кметства.
Кмет (мэр) общины Лозница — Айхан Мустафов Хашимов (ДПС) по результатам выборов в правление общины.